# Gnezda
Gnezda je priimek več znanih Slovencev:
- Adam Gnezda Čerin (*1999), nogometaš
- Andrej Gnezda, filozof in teolog, publicist, humanitarec (Umanotera), gen.direktor direktorata za podnebne spremembe RS
- Domen Gnezda, glasbenik
- Josipina Gnezda, 1.predstojnica odd./biologijo&kemijo na PA v Mb 1961-64
- Matej Gnezda (*1979), kolesar
- Mirjam Gnezda Bogataj (*1975), etnologinja (MM Idrija)
- Mojca Gnezda, zgodovinarka
- Primož Gnezda, biolog, jamski vodnik
- Štefan Gnezda (1907—1990), gozdar
- Zlatko Gnezda (*1953), slikar